# 周述学
周述学（?—?），字继志，别号云渊子，山阴（今浙江绍兴）人。
先世汝南人。周述学好讀書，好深思，深邃曆算，撰有《中经》。用中国之算學，推测西域之占卜。又又推究五緯細行，著有《星道五图》。曾與唐顺之反覆討論曆法。又撰《大统万年二历通议》，以補歷代之失。嘉靖中期，经历沈鍊举述学至京師，推薦給兵部尚书赵锦。仇鸾打算聘用他，述学知其必败，乃告歸。常入胡宗宪幕，助平倭有功，終身布衣。

## 延伸阅读
[在维基数据编辑]
 《國朝獻徵錄·卷之七十九》，出自焦竑《國朝獻徵錄》
 《明史卷二百九十九》，出自《明史》